# Стоа Квинциан
Квинтиан Стоя (Quintianus Stoa), собственно Джан-Франческо Конти (1484—1557) — итальянский новолатинский поэт.
Родился в Квинцано-д'Ольо (Брешиа). Изучал юриспруденцию в Падуе.  Потом был приглашен во Францию в качестве учителя юного герцога Ангулемского, позже ставшего королём Франциском I. Вернувшись в Италию, преподавал в Падуе и Павии. Сопровождал Людовика XII во время похода в Италию, и после взятия Милана король увенчал его званием poeta laureatus. Прозвище «Стоя» (в Древней Греции это слово значило «портик муз») также получил за поэтические таланты. Часть его многочисленных трудов по грамматике, риторике, истории и географии издал после его смерти его друг Планерий. Квинтиан писал также религиозные пьесы. Большая часть его стихотворений напечатана в VIII и IX томах сборника «Carmina illustrium poetarum Italorum» и «Deliciae poetarum Italorum». Биографию Квинтиана написал Леонардо Коццандо (Брешия, 1694).